# Edwin ab Einion
Edwin ap Einion corégent du royaume de Deheubarth pendant treize ans de 1005 à 1018.

## Biographie
Selon le  Brut y Tywysogion Edwin ap Einion & Cadell ap Einion sont les fils de Einion ap Owain († 984) le frère de Maredudd ab Owain appuyé par une armée de Saxons ils ravagent les domaines de leur oncle dans le Deheubarth À la mort de ce dernier les royaumes qu'il contrôlait sont gouvernés par Cynan ap Hywel jusqu'à sa mort vers 1005. Les deux frères Edwin et Cadell ap Einion  qui avaient déjà fait preuve de leur agressivité en 991 et 994 en réclamant à Mareddud une part des territoires du sud du Pays de Galles se posent alors en prétendants au trône du royaume de Deheubarth. Ils doivent alors fait face à un usurpateur d'origine incertaine Aeddan ap Blegywryd qui s'était emparé du royaume de Gwynedd et qui les écarte du pouvoir. Ils disparaissent alors de sources peut-être tués mais Aeddan est lui-même vaincu et tué par Llywelyn ap Seisyll qui réunit une nouvelle fois le Gwynedd et le Deheubarth. 
Edwin ap Einion laisse trois fils Hywel, Maredudd et Owain et l'aîné Hywel ap Edwin réussit en 1033 à se rétablir sur le trône de ses ancêtres

## Postérité
- Owain père de Maredudd ap Owain ap Edwin et de Rhys ap Owain
- Hywel ap Edwin
- Maredudd

## Source
- (en) Peter Bartrum, A Welsh classical dictionary: people in history and legend up to about A.D. 1000, Aberystwyth, National Library of Wales, 1993 (ISBN 9780907158738), p. 254  EDWIN ab EINION.